# Christian Platzer
Christian Platzer (* 1961 in Wiener Neustadt) ist ein Brigadier des österreichischen Bundesheeres und derzeit Militärattaché in Berlin.

## Militärische Laufbahn

### Ausbildung und erste Verwendungen
Christian Platzer trat 1979 in das Bundesheer ein und seinen Dienst in der 3. Panzergrenadierbrigade an. Er absolvierte anschließend die Theresianische Militärakademie bis 1983 und musterte dann zum Jagdpanzerbataillon 1, dem späteren Panzerabwehrbataillon 1, aus, anschließend wurde er als Zugskommandant und Fernmeldeoffizier eingesetzt.

### Dienst als Stabsoffizier
Von 1988 bis 1991 absolvierte er den 12. Generalstabslehrgang an der Landesverteidigungsakademie, anschließend war er von 1991 bis 1997 2. Generalstabsoffizier in der 1. Jägerbrigade. Zwischenzeitlich wurde er als Referatsleiter im Bundesministerium für Landesverteidigung eingesetzt und absolvierte den amerikanischen Generalstabslehrgang („US Army Command and General Staff Course“) mit Schwerpunkt Operation und Europäische Sicherheitspolitik in Fort Leavenworth (Kansas).
Nach einer Verwendung als Kommandant des Panzerartilleriebataillon 9 in Baden wechselte er als stellvertretender Abteilungsleiter in die Abteilung Militärpolitik im Bundesministerium für Landesverteidigung.

### Dienst im Generalsrang
Als Brigadier wurde Platzer unter anderem als stellvertretender Chef des Stabes im Multinationalen Kommando Operative Führung / Multinational Joint Headquarters (MN JHQ) in Ulm eingesetzt und ist derzeit Militärattaché in Berlin.

### Auslandseinsätze
- von April 2004 bis Oktober 2004 als österreichischer Kontingentskommandant und Stabschef der Multinationalen Brigade Südwest im Rahmen der KFOR-Mission im Kosovo[2][6]

## Auszeichnungen und Ehrenzeichen (Auszug)
- 2021  Ehrenkreuz der Bundeswehr in Gold[4]